# فانس ك. ماكورميك
فانس ك. ماكورميك (بالإنجليزية: Vance C. McCormick)‏ هو لاعب كرة قدم أمريكية وسياسي أمريكي، ولد في 19 يونيو 1872، وتوفي في 16 يونيو 1946 في الولايات المتحدة. حزبياً، نشط في الحزب الديمقراطي.